# Elaphromorpha
Elaphromorpha is een geslacht van vlinders van de familie sikkelmotten (Oecophoridae), uit de onderfamilie Oecophorinae.

## Soorten
- E. dryoterma (Meyrick, 1920)
- E. glycimmichla Turner, 1936